# Williams FW47
A Williams FW47 egy Formula–1-es versenyautó, amelyet a Williams Racing tervezett és versenyeztetett a 2025-ös Formula–1 világbajnokság során. Pilótái Alexander Albon és a csapathoz újonnan érkező Carlos Sainz Jr. voltak, szabadedzésen pedig Luke Browning és Victor Martins is vezethette az autót.

## Áttekintés
Az autó először február 14-én mutatkozott be, együtt a többi csapat autójával, egy közös bemutatón. Pár nappal később aztán egy bejáratás erejéig pályára gurult, már a végleges festésével. Az autók színe valamivel világosabb kék lett, köszönhetően az új névadó szponzor, az Atlassian érkezésének. Az előző évhez képest módosítottak néhány dolgon, a legszembetűnőbb különbség az oldaldobozok formáját illeti, amely egyenletesebben lejtős lett. Javítottak az autó alá jutó légáramlatok bevezetésén is. A hátsó felfüggesztés nyomórudas lett, a Mercedestől érkező új váltóműhöz igazodva, az első pedig maradt is az, mint ami az előző évben is volt. Mivel már nem voltak problémák a túlsúllyal, ezért a minimum súlyhatár elérése érdekében szabadabban rakosgathatták a ballasztokat, javítva az egyensúlyt.

## A szezon
Az idény előtti teszten Sainz futotta a legjobb időt Bahreinben, ami bizakodásra adhatott okot. Ausztráliában az idénynyitón mindkét autó be is jutott az időmérő harmadik szakaszába - a futamon Sainz műszaki hiba miatt a falnak csapta az autóját, Albon viszont ötödik lett. A következő futamon, Kínában is relatíve jól szerepeltek, de kettős pontszerzést csak azért ünnepelhettek, mert a két Ferrarit kizárták. A szezon elején a pontszerzések rendszeressé váltak, és idővel Sainz is megtalálta a formáját, akinek kicsit nehezen indult a szezon. Az első öt versenyből négyen pontot szereztek, ráadásul zsinórban az első hármon, és az ötből két alkalommal kettős pontszerzés volt - ilyen jól 2017 óta nem kezdte az idényt a Williams. A csapat ezt követően is rendszeres pontszerző volt, és a középmezőny legerősebb csapata lettek.
A spanyol nagydíjtól kezdődően aztán megtorpant a jó széria. Albon sorozatban háromszor is kiesett, Sainz pedig az osztrák nagydíjon el sem tudott rajtolni, mert a felvezető körön beragadtak a fékjei és az autó kigyulladt.

## Eredmények
| Év   | Csapat                    | Motor          | Gumik | Pilóták          | Futamok | Futamok | Futamok | Futamok | Futamok | Futamok | Futamok | Futamok | Futamok | Futamok | Futamok | Futamok | Futamok | Futamok | Futamok | Futamok | Futamok | Futamok | Futamok | Futamok | Futamok | Futamok | Futamok | Futamok | Pontok | Helyezés |
| Év   | Csapat                    | Motor          | Gumik | Pilóták          | AUS     | CHN     | JPN     | BHR     | SAU     | MIA     | EMI     | MON     | ESP     | CAN     | AUT     | GBR     | BEL     | HUN     | NED     | ITA     | AZE     | SIN     | USA     | MXC     | SAP     | LVG     | QAT     | ABU     | Pontok | Helyezés |
| ---- | ------------------------- | -------------- | ----- | ---------------- | ------- | ------- | ------- | ------- | ------- | ------- | ------- | ------- | ------- | ------- | ------- | ------- | ------- | ------- | ------- | ------- | ------- | ------- | ------- | ------- | ------- | ------- | ------- | ------- | ------ | -------- |
| 2025 | Atlassian Williams Racing | Mercedes M16 E | P     | Alexander Albon  | 5       | 7       | 9       | 12      | 9       | 5       | 5       | 9       | KI      | KI      | KI      | 8       |         |         |         |         |         |         |         |         |         |         |         |         | 59     | 5.       |
| 2025 | Atlassian Williams Racing | Mercedes M16 E | P     | Carlos Sainz Jr. | KI      | 10      | 14      | KI      | 8       | 9       | 8       | 10      | 14      | 10      | NI      | 12      |         |         |         |         |         |         |         |         |         |         |         |         | 59     | 5.       |

- † – Nem fejezte be a futamot, de rangsorolva lett, mert teljesítette a versenytáv 90%-át.

## Fordítás
Ez a szócikk részben vagy egészben  a   Williams FW47 című angol Wikipédia-szócikk ezen változatának fordításán alapul.  Az eredeti cikk szerkesztőit annak laptörténete sorolja fel. Ez a jelzés csupán a megfogalmazás eredetét és a szerzői jogokat jelzi, nem szolgál a cikkben szereplő információk forrásmegjelöléseként.